# الخرابة (كباهبة)

تعديل مصدري - تعديل

الخرابة محلة تابعة لقرية كباهبة، التابعة لعزلة بني على بمديرية حزم العدين إحدى مديريات محافظة إب في الجمهورية اليمنية، بلغ تعداد سكانها 39 حسب تعداد اليمن لعام 2004.